# San Cayetano Istepeque
San Cayetano Istepeque é um município localizado no departamento de San Vicente, em El Salvador.